# Yanfolila
Cercle de Yanfolila är en krets i Mali.   Den ligger i regionen Sikasso, i den sydvästra delen av landet, 180 km söder om huvudstaden Bamako. Antalet invånare är 211 824. Arean är 9 240 kvadratkilometer.
Terrängen i Cercle de Yanfolila är platt.